# Solva inamoena
Solva inamoena är en tvåvingeart som beskrevs av Walker 1859. Solva inamoena ingår i släktet Solva och familjen lövträdsflugor. Inga underarter finns listade i Catalogue of Life.